# Johannes Magdalenus Hondius
Johannes Magdalenus Hondius (Namoeoekoer (West-Sumatra), 23 september 1900 − Chennai (India), 26 april 1977) was een Nederlands opvoedkundige, (cultuur)filosoof en publicist.

## Biografie
Hondius was een opvoedkundige en directeur van verschillende onderwijsinstellingen: het Land- en tuinbouw opvoedingsgesticht te Appelscha (1925-1929), het Internaat van het Kennemer Lyceum (1929-1939), curator van de Amsterdamse Kunstnijverheidsschool en tot slot directeur van de Internationale School voor Wijsbegeerte (1961-1964). Daarnaast publiceerde hij geschriften over opvoedkunde en psychologie, en vertaalde werk van C.G. Jung. Hij publiceerde tevens verhalen en gedichten. Hij publiceerde ook een reisbeschrijving over India, in welk land hij in 1977 op 76-jarige leeftijd overleed, en waar hij werd gecremeerd.
Van 1937 tot 1940 was Hondius lid van de gemeenteraad van Bloemendaal. In de oorlogsjaren zat hij in het verzet, en na de oorlog was hij van 1945 tot 1950 secretaris van de hoofdredactie van Het Parool en er onderwijskundig redacteur; nog tot ver in de jaren 1960 publiceerde hij in deze krant.
Het archief van Hondius met (handschriften van) Duitse en Engelse verhalen, gedichten, romanfragmenten, novellen en voordrachten bevindt zich in het Literatuurmuseum.

### Familie
Hondius was een telg uit het geslacht Hondius en een zoon van de landbouwkundige hoofdadministrateur bij de Deli Maatschappij Pieter Hondius (1862-1941) en Debora Gerarda Petronella van der Wielen (1874-1947). Hij was van 1923 tot 1935 getrouwd met Margaretha Marie Havelaar (1888-1971) met wie hij een zoon kreeg. In 1935 trouwde hij vervolgens met Ada Crone (1893-1996) uit welk huwelijk geen kinderen werden geboren.
Hij was betrokken bij de familiestichting, Fondatio Hondius, en vanuit dien hoofde tevens betrokken bij de uitgebreide viering van de 400e geboortedag van de cartograaf Jodocus Hondius (1563-1612), een viering die zowel in België als Nederland plaatsvond, onder andere met tentoonstellingen, en waarvan zijn zwager dr. Ernst Crone (1891-1975) voorzitter van het uitvoerend voorbereidingscomité was.

### Eigen werk
- Moeilijkheden in het gezin en in ons zelf. Beschouwd volgens de psychologie van C.G. Jung. Deventer, [ca. 1935].
- Psychologie en christendom. Deventer, [1941].
- Religie en werkelijkheid. In het licht der psychologie van C.G. Jung. Deventer, [1947].
- Het bont gewaad. Bussum, 1947 [gedichten].
- Het verrukkelijk spel. Amsterdam, 1956 [gedichten].
- Ontmoeting met vorige levens. Deventer, 1958.
- Pelgrimstocht door India. Den Haag [etc.], 1962 [reisbeschrijving].

### Vertalingen
- C.G. Jung, Synchroniciteit als beginsel van acausale samenhangen. Amsterdam, [1954].
- Bewustzijn en topervaring in Hindoeisme, Boeddhisme en existentialisme. Deventer, 1974.
- Het geheim van de gouden bloem. Een Chinees levensboek. Deventer, 1985³.